# Cochemiea sheldonii
Cochemiea sheldonii es una especie de planta suculenta perteneciente al género Cochemiea, dentro de la familia Cactaceae. Se distribuye desde el sur de Arizona hasta el norte de México y anteriormente se le conocía como Mammillaria sheldonii.

## Descripción

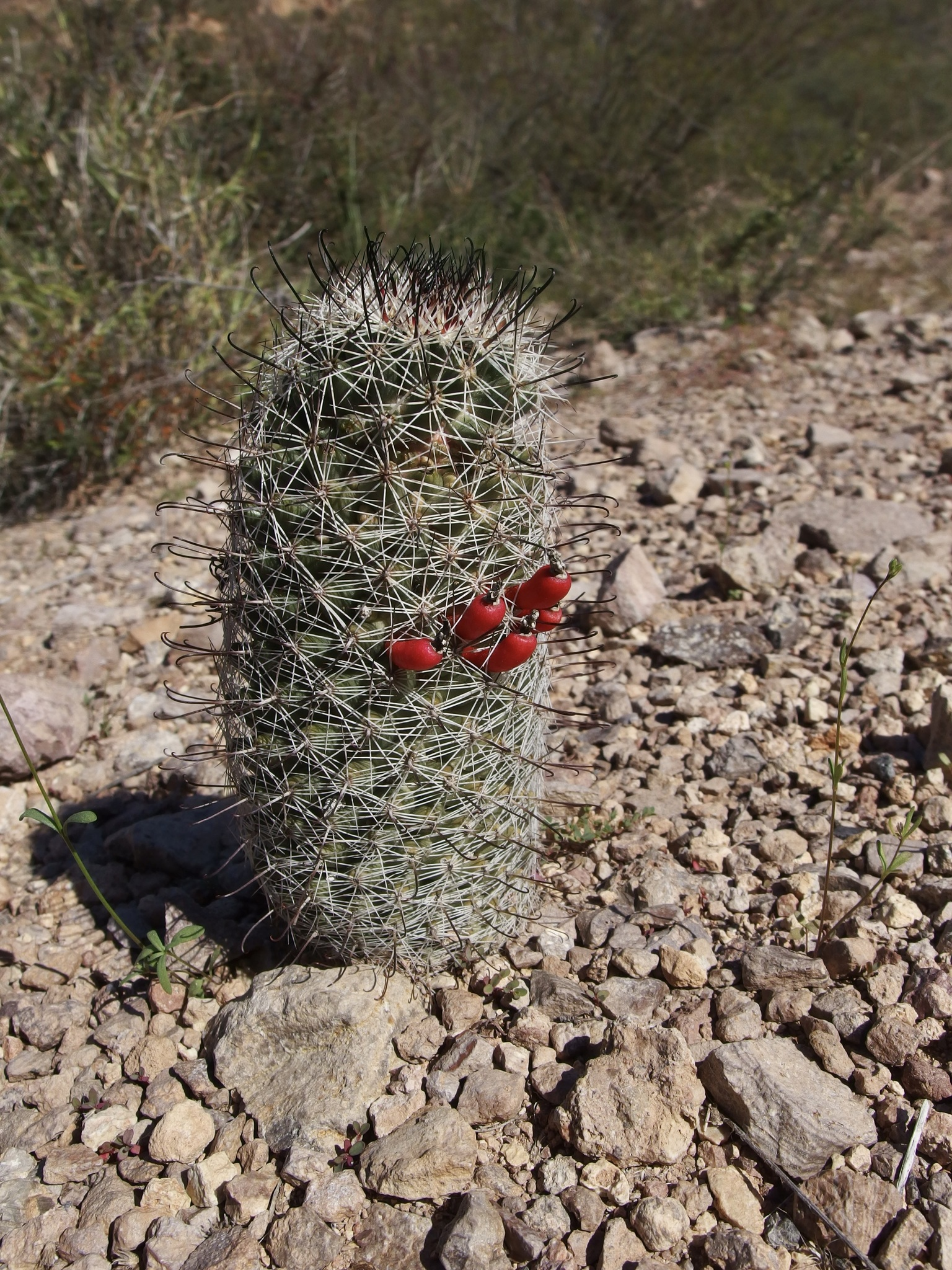
Planta con frutos

Cochemiea sheldonii es una especie de cactus que se ramifica desde la base y suelen formar pequeños cojines. Los tallos individuales son delgados y cilíndricos, y aunque son de color verde opaco, a menudo se vuelven rojizos. Alcanzan alturas de 8 a 20 cm y diámetros de hasta 6 cm.
Los tallos están cubiertos de tubérculos cilíndricos, en forma de quilla y con la base cuadrangular, se disponen en espiral y no producen savia lechosa (látex). Sus axilas (espacio que hay entre los tubérculos) están desnudas y a veces tienen algunas cerdas. Las areolas presentan entre 1 y 4 espinas centrales rígidas de hasta 1,5 cm de largo, siendo la inferior recta o en forma de gancho. También tienen de 9 a 24 espinas radiales de color blanco con puntas oscuras y crecen de 0,6 a 0,8 cm de largo. 
Las flores son de color rosa violeta claro, aunque los bordes de los pétalos son más pálidos, casi blancos. Tienen forma de embudo, miden 2 cm de largo y 1,5 cm de diámetro. La flor suele abrirse a lo largo de varios días y los estambres están constituidos por filamentos de color púrpura claro con las anteras de color amarillo anaranjado. El estilo es de color rosa claro a amarillo y el estigma de color oliva claro, de 3 a 5 mm de largo.

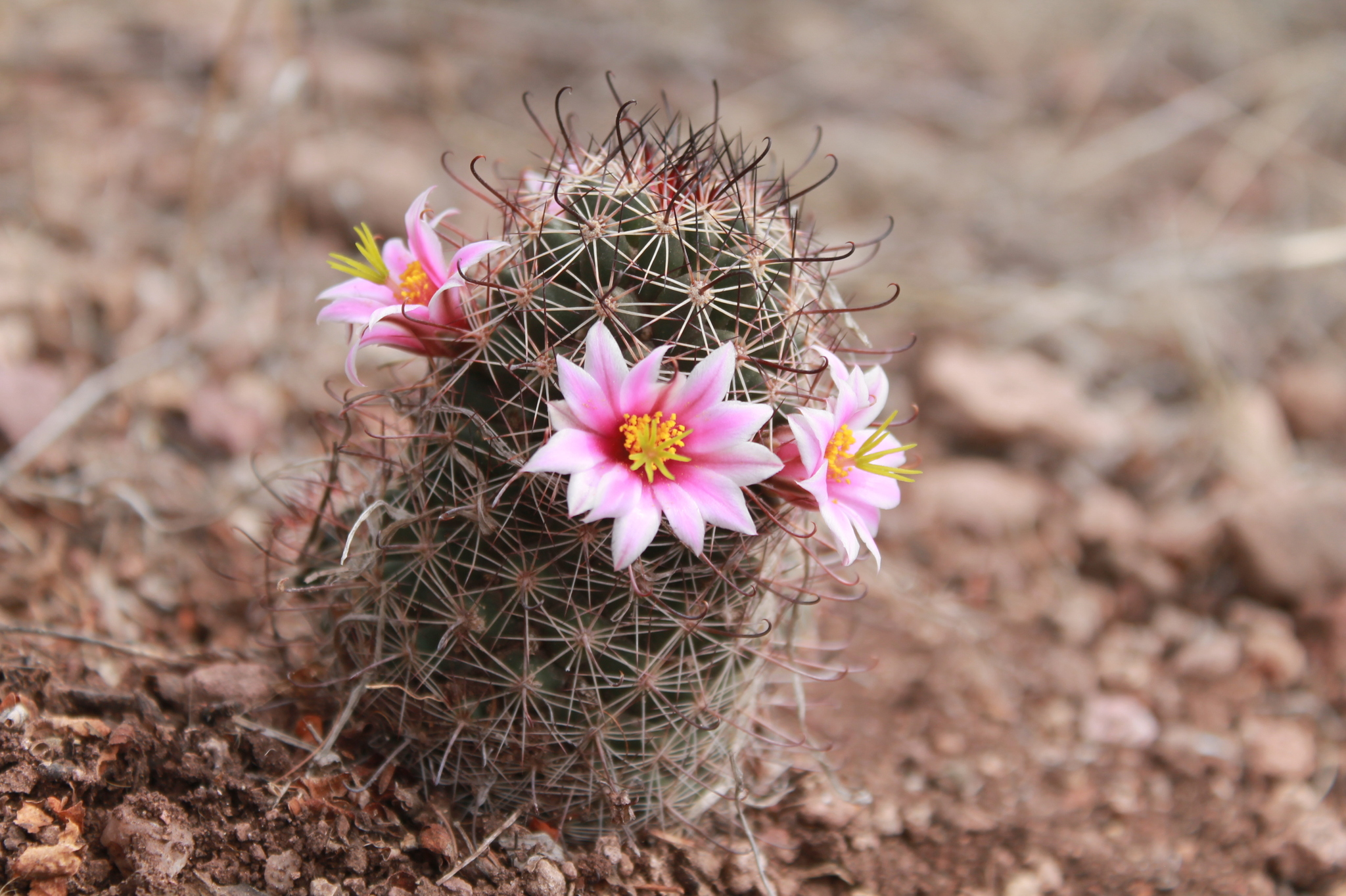
Detalle de las flores

Los frutos tienen forma de maza y son de color escarlata pálido. Tienen un resto floral ligeramente caído y miden de 2,5 a 3 cm de largo. Contienen en su interior semillas negras y esféricas.

## Distribución y hábitat
El área de distribución nativa de esta especie va desde el sur de Arizona hasta el norte de México (concretamente en los estados de Sonora, Sinaloa y oeste de Chihuahua) y crece principalmente en biomas desérticos o de matorrales secos.

## Taxonomía
La primera descripción de esta especie fue como Neomammillaria sheldonii, publicada en 1923 por los botánicos estadounidenses Nathaniel Lord Britton y Joseph Nelson Rose en el libro The Cactaceae; descriptions and illustrations of plants of the cactus family 4: 156.
Posteriormente, el botánico ruso Alexander Borissovitch Doweld colocó la especie en el género Cochemiea, pasando a llamarse Cochemiea sheldonii y anotando estos cambios en la revista científica Novosti Sistematiki Vysshikh Rastenii 33: 165 en el año 2001.
Etimología
- Cochemiea: nombre genérico que hace referencia a la tribu indígena Cochimí, que en el pasado ocupó un gran territorio de Baja California y cuya área es parte del área de distribución natural de este género.
- sheldonii: epíteto específico otorgado en honor al estadounidense Charles Alexander Sheldon (1867-1928), amante de la naturaleza y propietario de una empresa minera en México.[4]

Sinonimia
- Chilita alamensis (R.T.Craig) Buxb. (1954)
- Chilita gueldemanniana (Backeb.) Buxb. (1954)
- Chilita inae (R.T.Craig) Buxb. (1954)
- Chilita sheldonii (Britton & Rose) Orcutt (1926)
- Chilita swinglei (Britton & Rose) Orcutt (1926)
- Cochemiea swinglei (Britton & Rose) Doweld (2000)
- Ebnerella inae (R.T.Craig) Buxb. (1951)
- Ebnerella sheldonii (Britton & Rose) Buxb. (1951)
- Ebnerella swinglei (Britton & Rose) Buxb. (1951)
- Mammillaria alamensis R.T.Craig (1945)
- Mammillaria dioica subsp. swinglei (Britton & Rose) Hoeve (2013)
- Mammillaria grahamii subsp. sheldonii (Britton & Rose) D.R.Hunt (2005)
- Mammillaria gueldemanniana Backeb. (1941)
- Mammillaria gueldemanniana var. guirocobensis (R.T.Craig) Backeb. (1961)
- Mammillaria guirocobensis R.T.Craig (1945)
- Mammillaria inae R.T.Craig (1939)
- Mammillaria marnieriana Backeb. (1952)
- Mammillaria microcarpa f. gueldemanniana (Backeb.) Neutel. (1986)
- Mammillaria microcarpa f. swinglei (Britton & Rose) Neutel. (1986)
- Mammillaria microcarpa var. sheldonii (Britton & Rose) Neutel. (1986)
- Mammillaria milleri var. sheldonii (Britton & Rose) Neutel. (1986)
- Mammillaria milleri f. gueldemanniana (Backeb.) Neutel. (1986)
- Mammillaria milleri f. swinglei (Britton & Rose) Neutel. (1986)
- Mammillaria pseudoalamensis Backeb. (1953)
- Mammillaria sheldonii (Britton & Rose) Boed. (1933)
- Mammillaria swinglei (Britton & Rose) Boed. (1933)
- Mammillaria swinglei var. diabloa P.C.Fisch. (1992)
- Neomammillaria alamensis (R.T.Craig) Y.Itô (1981)
- Neomammillaria inae (R.T.Craig) Y.Itô (1981)
- Neomammillaria sheldonii Britton & Rose (1923)
- Neomammillaria swinglei Britton & Rose (1923)

## Usos

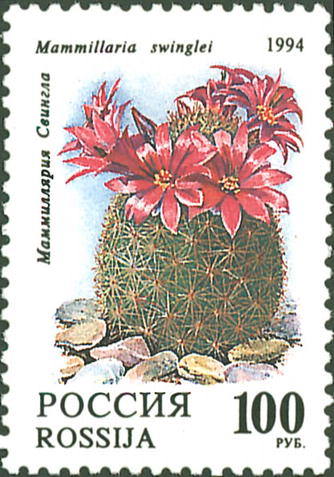
En sello postal de Rusia

Se cultiva principalmente como planta ornamental y su propagación se realiza a través de esquejes o semillas.